# Transat Lorient-Les Bermudes-Lorient
Pour les articles homonymes, voir Transat.
Ne doit pas être confondu avec Transat Jacques-Vabre.
La Transat Lorient-Les Bermudes-Lorient, appelée transat en double lors des premières éditions, est une course transatlantique à la voile et en double. Elle se distingue des autres courses transatlantiques par le fait que les concurrents doivent traverser l'océan Atlantique deux fois. Partant de Lorient et arrivant à Lorient, les marins sont contraints de passer par une bouée au large des Bermudes ou de l'île antillaise de Saint-Barthélemy selon les éditions. Cette transat, patronnée par Le Point, Neptune-Nautisme et Europe 1, ne connut que trois éditions en 1979, 1983 et 1989.
À la suite d'un changement de sponsor et de l'abandon du principe de la double traversée, ses organisateurs créèrent par la suite la transat Jacques Vabre dont la première édition se déroule en 1993.
En 2017, le maire de Lorient annonce le retour de la course Lorient-Les Bermudes-Lorient en avril-mai 2019, pour fêter la quarantième année de sa création. Les Ultims inscrits ayant subi des avaries importantes lors de la Route du Rhum-Destination Guadeloupe, entraînant des délais de réparation incompatibles avec le calendrier de la course, les organisateurs reportent alors la quatrième édition. Cette édition est annoncée pour 2023, puis finalement reportée en raison du faible nombre d'engagés.

## Éditions

### Première édition: 1979
La première édition marque les débuts de la médiatisation de la voile en France. C'est la première fois dans une course au large que les bateaux embarquent une balise Argos. Les positions peuvent ainsi être transmises à la direction de course et au centre de presse. En revanche, elles ne sont pas communiquées aux concurrents.

#### Départ
Vingt-huit monocoques et onze trimarans (dont trois à hydrofoils) vont prendre le départ. Parmi ces 39 voiliers, celui qui suscite le plus la curiosité est le Paul Ricard d'Éric Tabarly et Marc Pajot, trimaran à hydrofoils mis à l'eau trois semaines plus tôt,. Il n'est ni un hydroptère comme on le croyait (il n'a pas de foil à l'arrière), ni un trimaran classique (à bonne vitesse, le tout petit flotteur sous le vent ne repose pas sur l'eau). VSD, deuxième du nom, le trimaran d'Eugène Riguidel et de Gilles Gahinet, est plus léger. Il est lui aussi équipé de foils.

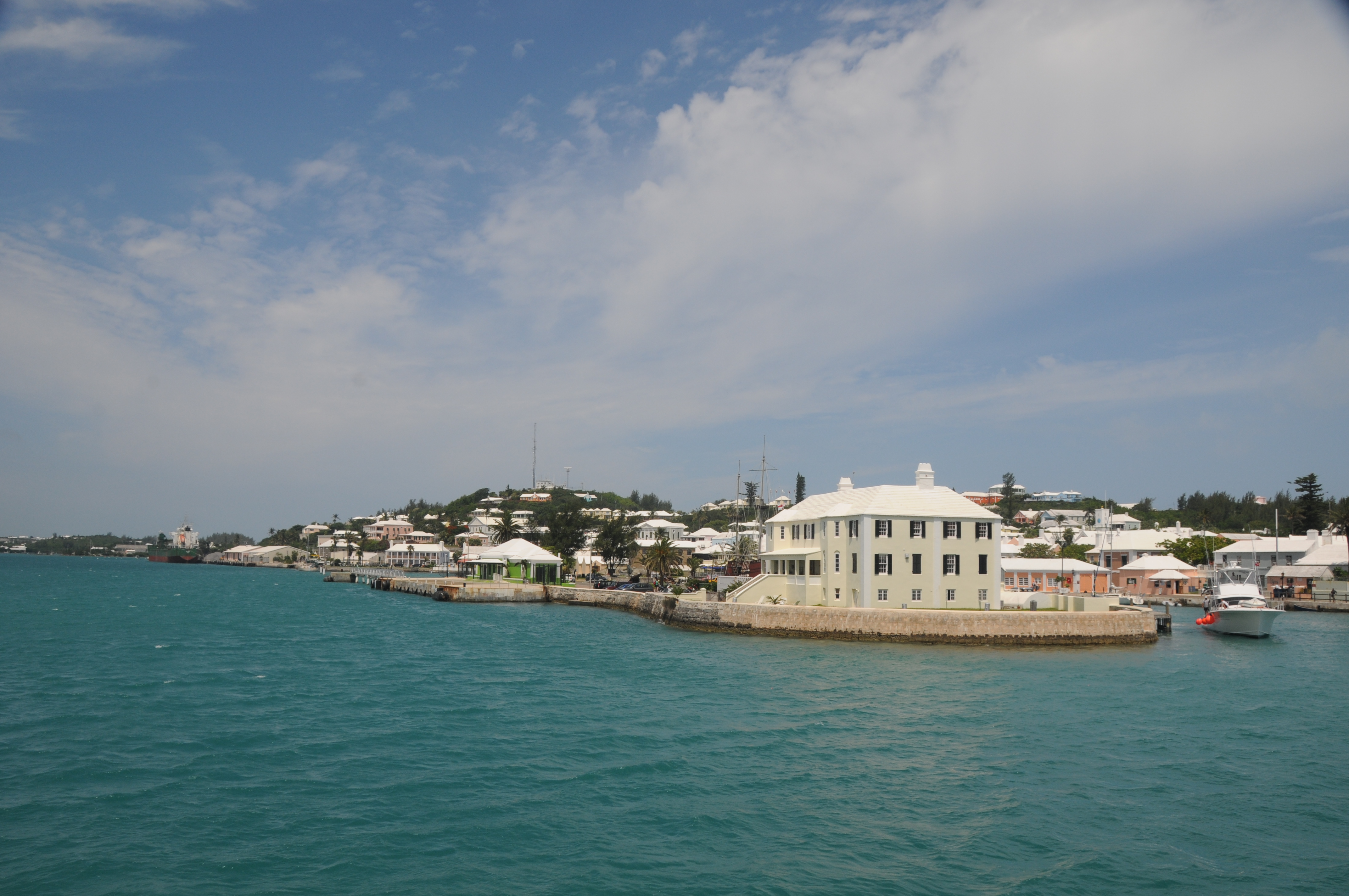
Entrée du port de Saint George's, aux Bermudes.

Le parcours théorique est de 5 780 milles. Partant de Lorient, les concurrents doivent enrouler une bouée mouillée à un mille du port de Saint George's, aux Bermudes, et revenir à Lorient. La période, le printemps, est celle d'une météo plutôt imprévisible en raison du renforcement de l'anticyclone des Açores sur l'Atlantique nord,. Le départ  est donné le 26 mai à 13 h 29 min 50 s.
Le 14 juin, Paul Ricard est le premier aux Bermudes. VSD a beaucoup cassé : les foils, les carénages de bras, la bôme. À l'aube du 16 juin, il arrive 5e aux Bermudes. Il y fait, comme l'y autorise le règlement, une escale technique de 13 heures pour réparer.

#### Remontée deVSD
Il repart en fin d'après-midi, toujours en cinquième position, avec 62 heures et 40 minutes de retard sur Paul Ricard, qui n'a pas relâché. Les trois premiers suivent une même route, celle de l'orthodromie. VSD opte pour une route nord qui lui offre des vents plus soutenus. Dans la nuit du 16 au 17 juin, il reprend 92 milles à Paul Ricard. Le 20 juin, il dépasse le 4e, le monocoque Kriter VI de Kersauson et Dijkstra, puis le trimaran Télé 7 Jours de Birch et Vidal. VSD est maintenant 3e, à 86 milles de Paul Ricard. Le 22 juin, Riguidel et Gahinet apprennent qu'ils ont dépassé le monocoque Kriter V de Malinovsky et Lenormand. Ils sont 2es. Le 24 juin, ils reprennent une vingtaine de milles à Paul Ricard. Pilote automatique en panne, Riguidel et Gahinet barrent en permanence. N'ayant plus de liaison météo, ils se fient à leur baromètre : selon que la pression monte ou descend, ils s'écartent de l'anticyclone ou s'en rapprochent. Tabarly et Pajot ont eux aussi un pilote automatique en panne et doivent barrer. Paul Ricard a perdu dès le début son spi à tuyères et, au retour, son spi léger. Il lui reste le spi de brise, trop petit et trop lourd. Le 26 juin, Paul Ricard augmente légèrement son avance. Il précède maintenant VSD de 65 milles. Dans la nuit du 26 au 27, Paul Ricard est dans une zone de calmes, tandis que VSD bénéficie d'un bon vent. Le 27, l'écart entre les deux bateaux de tête n'est plus que de 35 milles.

#### Régate finale
Le 29 juin, à l'approche de la chaussée de Sein, VSD va chercher un courant favorable à un demi-mille à l'ouest du phare d'Ar-Men. Il descend par vent du nord au 140, sous spi médium. En baie d'Audierne, les deux bateaux naviguent à vue, Paul Ricard un peu plus près de la côte. À la pointe de Penmarc'h, VSD est en tête. Les deux bateaux lofent. Paul Ricard est sous spi lourd, VSD sous génois. Paul Ricard reprend l'avantage. Après la bouée de la Jument de Glénan, VSD lofe. Les deux trajectoires se croisent. C'est maintenant VSD qui est le plus près de la côte, au vent de Paul Ricard. En lofant, il va plus vite et dépasse celui-ci. Le vent est maintenant au nord-ouest. VSD veut envoyer son spi médium, qui reste coincé dans la chaussette. Paul Ricard en profite pour reprendre la tête.

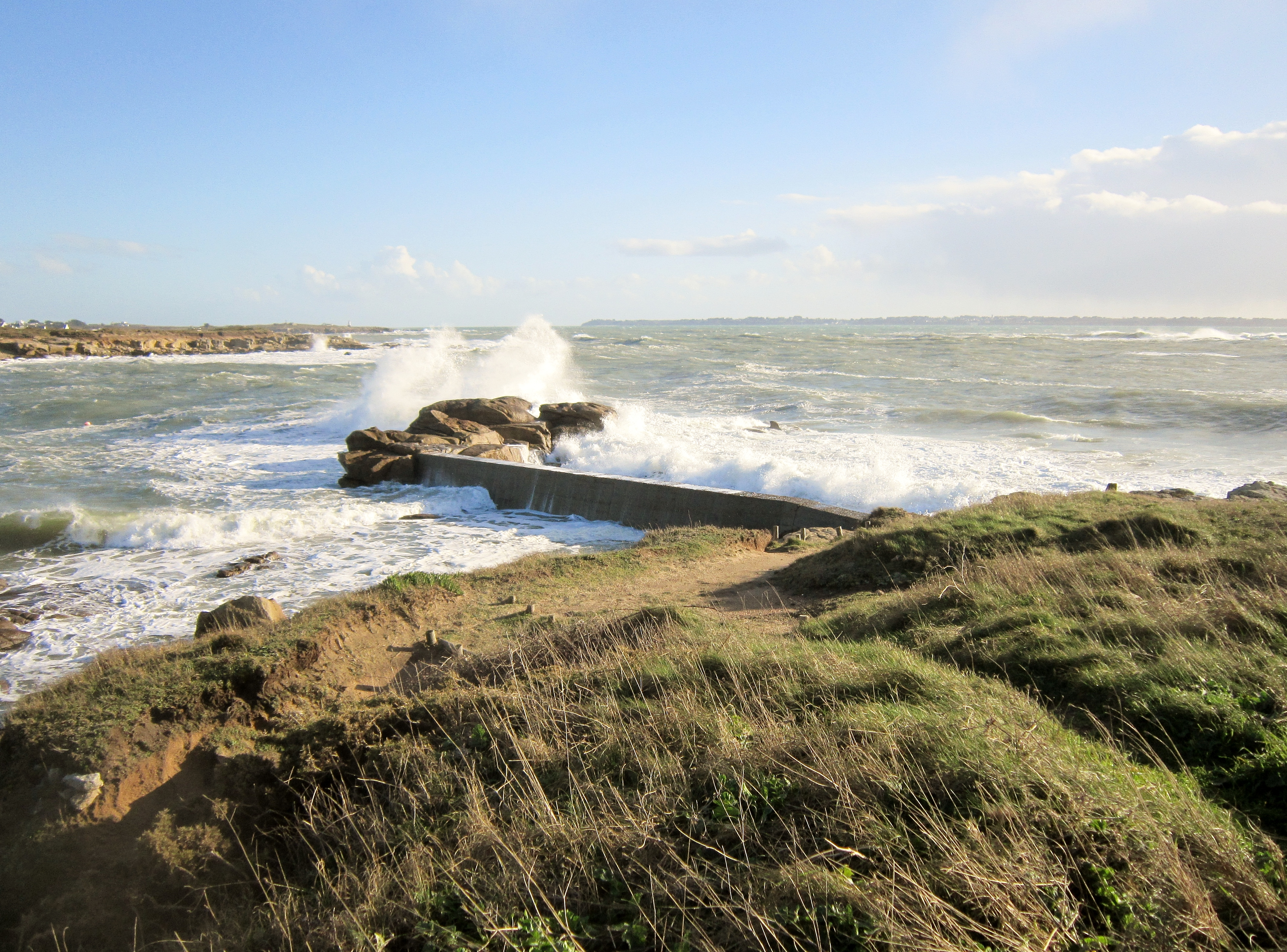
La pointe du Courégant, devant laquelle s'est disputé le lofing-match. À l'horizon, à droite, l'île de Groix.

À 10 milles de l'arrivée, Paul Ricard, toujours sous spi lourd, voit que VSD est plus rapide et va le dépasser. Il lofe pour lui barrer le chemin, manœuvre autorisée. VSD, sous spi médium, est contraint de lofer à son tour. S'il y a abordage, il sera en tort pour refus de priorité, et sera pénalisé. Il prend le risque. Il tente le dépassement, en évitant de toucher. Les deux bateaux se dirigent bord à bord vers la côte, vers la pointe du Courégant. Mais VSD va plus vite. Il remonte peu à peu son rival. Lorsque sa barre dépasse le mât de Paul Ricard, Gahinet peut lancer le vieux cri de régate « Mât par le travers ! » qui oblige Paul Ricard à abattre,. VSD double Paul Ricard, et lui vole son vent. Les deux bateaux se remettent vent arrière, l'allure où VSD est plus rapide. La course vient de se jouer. Après la pointe du Talud, VSD marque Paul Ricard en venant de placer entre celui-ci et la ligne d'arrivée.

#### Arrivée
Eugène Riguidel et Gilles Gahinet remportent la course avec 5 minutes et 42 secondes d'avance sur Éric Tabarly et Marc Pajot. Le 3e est le trimaran Télé 7 Jours de Mike Birch et Jean-Marie Vidal.
L'année précédente, Mike Birch avait fait sensation en remportant la première Route du Rhum à la barre du petit trimaran Olympus Photo. La Transat en double 1979 confirme donc la domination des multicoques sur les monocoques. Le premier monocoque termine 4e : il s'agit du rival malheureux de Birch dans la Route du Rhum, le Kriter V de Michel Malinovsky. Fernande, le monocoque de Jean-Claude Parisis et Olivier de Rosny, termine 5e.
Le 2 juillet, Bruno Bacilieri (qui s'est cassé un bras, quelques jours avant l'arrivée) et Marc Vallin, à bord de Serenissima (13,70 m), terminent 6es, et remportent le trophée des monocoques de moins de 15 mètres.
| Classe- ment | Concurrents                               | Bateau        | Pays   | Type                  | Longueur | Jour d'arrivée | Heure d'arrivée | Temps                 |
| ------------ | ----------------------------------------- | ------------- | ------ | --------------------- | -------- | -------------- | --------------- | --------------------- |
| 1            | Eugène Riguidel et Gilles Gahinet         | VSD           | France | trimaran à hydrofoils | 15,80 m  | 29 juin        | 20 h 1 min 2 s  | 34 j 6 h 31 min 12 s  |
| 2            | Éric Tabarly et Marc Pajot                | Paul Ricard   | France | trimaran à hydrofoils | 16,50 m  | 29 juin        | 20 h 6 min 44 s | 34 j 6 h 36 min 54 s  |
| 3            | Mike Birch et Jean-Marie Vidal            | Télé 7 Jours  | Canada | trimaran              | 16,15 m  | 30 juin        | 3 h 23 min 33 s | 34 j 13 h 53 min 43 s |
| 4            | Michel Malinovsky et Pierre Lenormand     | Kriter V      | France | monocoque             | 21 m     | 30 juin        | 9 h 27          | 34 j 19 h 57 min      |
| 5            | Jean-Claude Parisis et Olivier de Rosny   | Fernande      | France | monocoque             | 21,10 m  | 30 juin        | 21 h 45         | 35 j 8 h 15 min       |
| 6            | Bruno Bacilieri et Marc Vallin            | Serenissima   | Italie | monocoque             | 13,70 m  | 2 juillet      | 19 h 24         |                       |
| 7            | Patrick Tabarly et Philippe Poupon        | Pen Duick III | France | monocoque             | 17,45 m  | 2 juillet      | 19 h 33         |                       |
| 8            | Olivier de Kersauson et Gerard Dijkstra   | Kriter VI     | France | monocoque             | 16,40 m  | 2 juillet      | 20 h 7          |                       |
| 9            | Patrice et Jean-Michel Carpentier         | Avi 3000      | France | monocoque             | 14,60 m  | 5 juillet      | 22 h 42         |                       |
| 10           | Florence Arthaud et Catherine Hermann     | Biotherm      | France | monocoque             | 15 m     | 7 juillet      | 1 h 57          |                       |
| 11           | Alain et Denis Gliksman                   | Timex         | France | monocoque             | 17,37 m  | 7 juillet      | 5 h 44          |                       |
| 12           | Philippe Bougouin et Jacques Sarasin      | Labonal       | France | monocoque             | 14,28 m  | 7 juillet      | 9 h 11          |                       |
| 13           | Jean-Pierre Millet et Dominique Marsaudon | Casavian      | France | monocoque             | 15 m     | 7 juillet      | 12 h 45         |                       |

### Deuxième édition: 1983
Le départ est donné le 22 mai avec cinquante-cinq concurrents, principalement des multicoques.
Cette édition voit la disparition de Didier Bestin, tombé à la mer à la suite de la rupture du stick de barre.
- 1er : Jean-François Fountaine et Pierre Follenfant sur le catamaran Charente Maritime
- 2e : Eugène Riguidel et Jean-François Le Ménec sur William Saurin
- 3e : Patrick Morvan et Jean Le Cam sur Jet Services.

### Troisième édition: 1989
Le départ est donné le 23 avril 1989 et est disputée en deux étapes avec escale à Saint-Barthélemy.
Sur les vingt-trois concurrents, treize sont des multicoques. Bottin entreprise d'Éric Tabarly et Jean Le Cam et Elf Aquitaine de Jean Maurel et Jean-Luc Nélias chavirent après avoir mené la course.
- 1er : Bruno Peyron et Jacques Vincent sur Charal
- 2e : Éric Loizeau et Yvon Berrehar sur Duel

### Quatrième édition
Annulée en 2019, la course Lorient-Les Bermudes-Lorient est annoncé pour mai 2023 et réservée aux maxi-trimarans Ultime et grands multicoques. En décembre 2022, les organisateurs annoncent le report en raison du faible nombre d'engagés.